# Petre Lupu (actor)
Petre Lupu (n. 2 noiembrie 1946, Mogoșești, județul Iași), cunoscut și după autonimul franțuzesc Pierre Lupu, este un actor român de film, radio, teatru, televiziune și de dublaj. Este unul dintre fondatorii Sindicatului Artiștilor și Tehnicienilor din Teatrul Bulandra, precum și membru al UNITER din 1990.

## Studii
Încă din perioada liceului, Petre Lupu a cochetat cu arta. În paralel cu liceul a urmat și cursurile Școlii Populare de Arte din Iași la secțiile Pictură și Regie de teatru. În anii 1964 și 1965 a urmat cursurile Facultății de Arte Plastice din Iași. În toamna anului 1965 ajunge în București, la Institutul de Artă Teatrală și Cinematografică. Este admis la examen și după patru ani de studii absolvă secția Actorie, promoția 1969. A fost student la clasa profesorului universitar Ion Finteșteanu, asistent universitar fiind Eva Pătrășcanu.

## Carieră
Între anii 1969 și 1972 a fost angajat ca actor la Teatrul Dramatic din Constanța. Următoarea etapă ca actor l-a dus pe Petre Lupu între anii 1972 și 1975 la Sibiu, în cadrul Teatrului de Stat. Din 1975 și până în prezent este actor la Teatrul Bulandra din București. A mai avut colaborări cu Teatrul Țăndărică (teatru pentru copii) și cu Teatrul de Televiziune la TVR.
A îmbinat aparițiile pe scenă cu roluri în filme cum ar fi: Nea Mărin miliardar, A doua cădere a Constantinopolului, Trenul vieții, Divorț... din dragoste și altele. În ultimii ani, Petre Lupu a dublat în română producții americane și străine de animație și nu numai, notabile fiind serialele Phineas și Ferb, Spongebob Pantaloni Pătrați ,Să-nceapă aventura și Violetta, precum și filmele Ratatouille, Madagascar 3: Fugăriți prin Europa și Paddington.

## Activitate teatrală
- „Puricele în ureche” de Georges Feydeau, regia Emil Mandric (1969)
- „Leonce și Lena” de Georg Büchner, regia Liviu Ciulei (1970)
- „Titanic vals” de Tudor Mușatescu, regia Toma Caragiu (1975)
- „Ferma” de David Storey, regia Sanda Manu (1975)
- „Pelicanul” de August Strindberg, regia Ioan Taub (1976)
- „Casa cea nouă”, regia Valeriu Moisescu (1976)
- „Răceala” de Marin Sorescu, regia Dan Micu (1976)
- „Pescărușul” de Anton Cehov, regia Liviu Ciulei (1977)
- „Tineri căsătoriți caută cameră” de Mihail Roscin, regia Petre Popescu (1977)
- „Anecdote provinciale” de Alexandr Vampilov, regia Valeriu Moisescu (1977)
- „Articolul 214” de Ion Luca Caragiale, regia Dan Micu (1979)
- „Porunca a șaptea” de Dario Fo, regia Gelu Colceag (1993)
- „Victor sau copiii la putere” de Roger Vitrac, regia Gelu Colceag (1994)
- „Vizita bătrânei doamne” de Friedrich Dürrenmatt, regia Felix Alexa (1994)
- „Casa evantai” de Marin Sorescu, regia Theodor-Cristian Popescu (1995)
- „Șase personaje în căutarea unui autor” de Luigi Pirandello, regia Cătălina Buzoianu (1996)
- „Vânzătorii gloriei” de Marcel Pagnol, regia Eli Malka (1996)
- „Totul în grădină” de Edward Albee, regia Tudor Mărăscu (1997)
- „Trandafirii roșii” de Zaharia Bârsan, regia Vlad Massaci (1998)
- „Tacâmuri de pui” de György Spiró, regia Gelu Colceag (1998)
- „Mutter Courage și copiii ei” de Bertolt Brecht, regia Cătălina Buzoianu (1999)
- „Fantomele din Canterville” de Oscar Wilde, regia Ilinca Stihi (2014)[4]

## Filmografie

### Filme de cinema
| An   | Film                                     | Țară                                | Rol       |
| ---- | ---------------------------------------- | ----------------------------------- | --------- |
| 1972 | Adio dragă Nela                          | România                             |           |
| 1973 | Despre o anumită fericire                | România                             |           |
| 1977 | Tufă de Veneția                          | România                             |           |
| 1977 | Statuia                                  | România                             |           |
| 1978 | Rătăcire                                 | România                             |           |
| 1978 | Din nou împreună                         | România                             | Bojenescu |
| 1979 | Nea Mărin miliardar                      | România                             | Mitch     |
| 1979 | Expresul de Buftea                       | România                             | Tânăr     |
| 1979 | Vis de ianuarie                          | România                             | Belloni   |
| 1979 | Ora zero                                 | România                             |           |
| 1980 | Blestemul pămîntului – Blestemul iubirii | România                             |           |
| 1981 | Fata morgana                             | România                             | Bobeică   |
| 1982 | Semnul șarpelui                          | România                             |           |
| 1982 | Pădurea nebună                           | România                             |           |
| 1983 | O lebădă iarna                           | România                             |           |
| 1989 | Secretul armei... secrete!               | România                             |           |
| 1992 | Divorț... din dragoste                   | România                             |           |
| 1992 | Capul de rățoi                           | România                             |           |
| 1994 | A doua cădere a Constantinopolului       | România                             |           |
| 1994 | Începutul adevărului                     | România                             |           |
| 1997 | Scrisorile prietenului                   | România                             |           |
| 1998 | Trenul vieții                            | Franța Belgia Olanda Israel România | Ben       |
| 1999 | Le record                                | Franța                              |           |
| 2002 | Țăcăniții                                | Franța Belgia România               |           |
| 2006 | Prețul iubirii                           | România                             | Ștefan    |
| 2008 | Restul e tăcere                          | România                             | Pacient   |
| 2010 | La bani, la cap, la oase                 | România                             | Preda     |

### Dublaj
- Phineas și Ferb (2007–2015) - Heinz Doofenshmirtz
- SpongeBob Pantaloni Pătrați (1999-prezent) - Calamar Tentacule
- Ciudățeni (2012-2016) - Unchiul Stan
- Prințesa și Broscoiul (2009) – Reggie
- Să-nceapă aventura (2010–2015) - Împăratul gheții
- Lego Ninjago: Maeștrii Spinjitzu (2011–prezent)
- Winnie de pluș (2011) – bufniță
- Violetta (2012–prezent)
- Ralph Strică-Tot (2012) – Regele Bomboană
- Aventurile lui Sammy 2 (2012) – Bog Boss/Costello
- Madagascar 3: Fugăriți prin Europa (2012) – soldat
- Khumba (2013) – Phango
- Cum să evadezi de pe Pământ (2013) – Doc
- Sunt un mic ticălos 2 (2013) – Eduardo/El Macho
- Clopoțica și Zâna Pirat (2014) – Oppenheimer
- Pinguinii din Madagascar (2014) – soldat
- Boxtroli (2014) – Pungașul/Fru Fru
- Avioane: Echipa de intervenții (2014) – voci adiționale
- Annie (2014) – chelner
- Paddington (2014) – domnul Curry
- SpongeBob: Aventuri pe uscat (2015) – Squidward
- Acasă (2015) – Smek
- Fură steagul, salvează Luna (2015) – Frank
- Soy Luna (2016–prezent)
- Angry Birds – Filmul (2016) – Edward
- Norm de la Polul Nord (2016) – bunicul
- Fetițele Powerpuff-Primarul
- Tom și Jerry-Tom,Spike,Butch,Narator,Clint Clobber,Unchiul Pecos
- Ed, Edd și Eddy-Johnny (în filmul Ed,Edd și Eddy - Marele Show)
- Aladdin - (1996-1999) - Jago, alte roluri